# Limonium supinum
Limonium supinum es una especie perteneciente a la familia plumbaginaceae. Se la conoce como: acelga de salobral, acelga lechuguera o acelga seca. Es un caméfito que crece en suelos degradados, suelos arcillo-limosos o taludes en el cuadrante SE de la península ibérica.

## Descripción
Es una planta perenne, híspida. Con tallos de hasta 50 cm de altura, erectos, alados. Hojas de 0,7-18 cm x 1-45 mm, pinnatinervias, presentes en la antesis; las de la base con pecíolo de 1-2,5 mm de anchura, lobadas o sinuado-lobadas, con lóbulos obtusos, a veces algo runcinados, aristados o mucronados; las caulinares lanceoladas o linear-lanceoladas. Inflorescencia compacta, sin ramas estériles. Espigas densas, a menudo subcapituliformes, subsentadas por un ala pseudobracteiforme tricuspidado-espinosa, con 8-15 cincinos bifloros por centímetro. Bráctea interna del cincino de (6,5-) 7-9 mm, más o menos coriácea y con ápice con 2-3 (-4) dientes espinosos, más o menos híspida. Cáliz de 10-13 mm; tubo de 7-8 mm, glabro o escábrido; dientes truncados, azulados. Corola amarilla o azulada. Tiene un número de cromosomas de 2n = 16. Florece de febrero a agosto (septiembre).

## Taxonomía
Limonium supinum fue descrita por (Girard) Pignatti y publicado en The Journal of Botany 45: 24. 1907.
Etimología
Limonium: nombre genérico que procede del griego leimon, que significa "pradera húmeda", aludiendo al hábitat de muchas de las especies del género.
supinum: epíteto latino que significa "acostado de espalda".

## Nombre común
- Castellano: acelga de salobral, acelga lechuguera, acelga seca.[6]